# Unterkaltenbach
Unterkaltenbach ist ein Ort in der Gemeinde Engelskirchen im Oberbergischen Kreis in Nordrhein-Westfalen in Deutschland.

## Lage und Beschreibung
Der Ort liegt am östlichen Ortsrand von Engelskirchen an der Agger. Nachbarorte sind Hardt, Oberbüchel,  Haus Ley und Kaltenbach.

## Geschichte
Ab 1896 ist der Ort auf der amtlichen topografischen verzeichnet.